# 含香
含香（がんこう又はかんごう、がんごう）は、密教で灌頂や勤行前の口内のお清めとして、口に含み噛んで使用する。
同時に粉末状のお香（塗香）を手に摺り合わせて使用することも多い。
現在では主に乾燥した丁子（クローブ）を細かく切ったものを使う。ただし花の部分は使わない。
クローブはスーパーや百貨店の香辛料のコーナーに置いてあるが、量が必要であれば、お香屋さんや漢方薬を扱う店で購入できる。
日本密教での「香水」（こうずい）はこの丁子を煮出したものを用いるが、チベット仏教ではサフラン水を用いる。